# Francisco Manuel de Mello

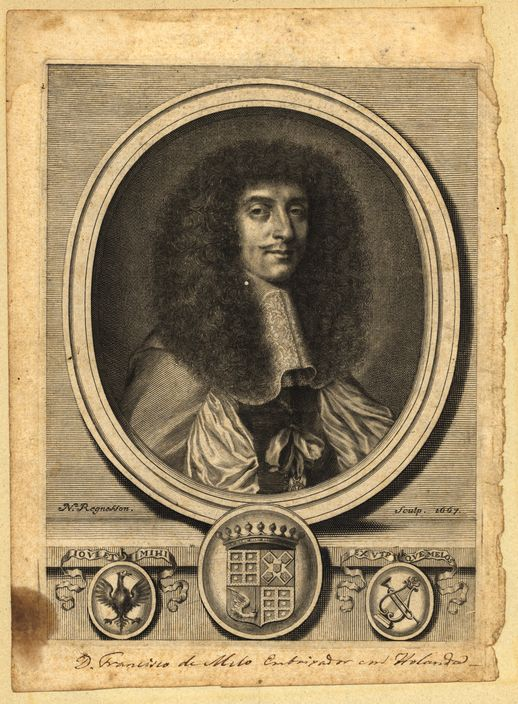
Francisco Manuel de Mello

Francisco Manuel de Mello (n. 23 noiembrie 1608 - d. 24 august 1666) a fost un scriitor portughez.
A fost un reprezentant de seamă al conceptismului portughez.

## Scrieri
- 1628: Doze sonetos en la muerte de la señora Dona Ines de Castro ("Douăsprezece sonete pentru moartea doamnei Ines de Castro");
- 1645: Historia de los movimientos y separación de Cataluña ("Istoria mișcărilor și separării Cataloniei"), lucrare istorică remarcabilă prin claritatea narațiunii, model de proză clasică.